# Ana Beatriz
Pour les articles homonymes, voir Beatriz.
Ana Beatriz Caselato Gomes de Figueiredo, connue sous le nom de Ana Beatriz après avoir fait carrière à ses débuts sous celui de Bia Figueiredo, est une pilote automobile brésilienne née le 18 mars 1985 à São Paulo. Elle est devenue en juin 2008 la première femme à remporter une manche du championnat Indy Lights.

## Biographie
Anne Beatriz commence sa carrière à l'âge de 15 ans par le karting, discipline dans laquelle elle remporte de nombreux succès. Elle passe à la monoplace en 2003, dans le championnat du Brésil de Formule Renault, qu'elle termine avec le titre honorifique de meilleur débutant de l'année. Après deux nouvelles saisons en Formule Renault (5e du classement général en 2004, puis 3e avec trois victoires en 2005), elle accède en 2006 au championnat d'Amérique du Sud de Formule 3, où elle se classe 5e.
Sans volant en 2007, elle fait rebondir sa carrière aux États-Unis en 2008 en participant au championnat Indy Lights (nouveau nom de l'Indy Pro Series, la série de développement de l'Indy Racing League) au sein du Sam Schmidt Motorsports. À cette occasion, la jeune femme, qui se faisait appeler Bia Figueiredo lorsqu'elle courait au Brésil, opte pour le diminutif d'Ana Beatriz. Auteur d'un solide début de saison, elle rentre dans l'histoire de la discipline en devenant le 12 juin 2008 sur l'ovale de Nashville la première femme à remporter une course du championnat.

## Résultats aux500 milesd'Indianapolis
| Année | Châssis | Moteur | Départ | Arrivée | Équipe            |
| ----- | ------- | ------ | ------ | ------- | ----------------- |
| 2010  | Dallara | Honda  | 21     | 21      | Dreyer & Reinbold |
| 2011  | Dallara | Honda  | 32     | 21      | Dreyer & Reinbold |